# Alopecosa artenarensis
Alopecosa artenarensis là một loài nhện trong họ Lycosidae.
Loài này thuộc chi Alopecosa. Alopecosa artenarensis được Jörg Wunderlich miêu tả năm 1992.